# Cartier
48° 52′ 11″ С; 2° 19′ 20″ И / 48.86975° С; 2.32222° И
Картије Интернационал СНЦ, или једноставно Картије, је француски конгломерат луксузне робе који дизајнира, производи, дистрибуира и продаје накит, кожну галантерију и сатове.    Основао га је Луј-Франсоа Картије у Паризу 1847. године, компанија је остала под породичном контролом до 1964.  Компанија има седиште у Паризу, иако је подружница у потпуном власништву швајцарске Рихемонт групе .   Картије има више од 200 продавница у 125 земаља, са три храма (историјска дома) у Лондону, Њујорку и Паризу. 
Картије се сматра једним од најпрестижнијих произвођача накита на свету.       Од 2021. чини се да је бренд у сталном порасту и Форбсова листа највреднијих брендова показује да се померио за три места, са 59. у 2018. на 56. у 2020. години. Са растом од 14% вредности у односу на претходну годину, вредност бренда од 12,2 милијарде долара и приход од 6,2 милијарде долара.  
Картије има дугу историју продаје краљевским породицама.  Британски краљ Едвард 8 назвао је Картијеа „драгуљара краљева и краља драгуљара“.   За своје крунисање 1902. Едвард 8 је наручио 27 тијара и издао краљевски налог Картијеу 1904.   Убрзо су уследиле сличне потернице са судова Шпаније, Португала, Србије, Русије и Орлеанске куће .

## Историја
Луј Франсоа Картије је основао Картије у Паризу 1847. године када је преузео радионицу свог мајстора Адолфа Пикара.  Године 1874, Луј-Франсоаов син Алфред Картије преузео је компанију, али су Алфредови синови Луј, Пјер и Жак успоставили име бренда широм света. 
Лоуис је водио филијалу у Паризу, преселивши се у Улицу мира 1899. године. Био је одговоран за неке од најславнијих дизајна компаније, као што су мистериозни сатови (врста сата са провидним бројчаником и названим зато што је његов механизам скривен), модерни ручни сатови и егзотични оријенталистички дизајн Арт Деко, укључујући и шарени „Тути Фрути" драгуљи.   
Године 1904. бразилски пионир авијатичар, Алберто Сантос-Думонт пожалио се свом пријатељу Лују Картијеу на непоузданост и непрактичност коришћења џепних сатова током летења. Картије је дизајнирао раван ручни сат са препознатљивим квадратним оквиром. Овај сат је фаворизовао не само сам Сантос-Думонт, већ и многи други купци.  Ово је био први и једини пут да је бренд назвао сат по његовом првобитном носиоцу.  Сат "Сантос" био је први Картијеров мушки ручни сат. Године 1907. Картије је потписао уговор са Едмондом Јегером, који је пристао да испоручује искључиво механизме за Картије сатове.  Међу тимом Картијеа били су Шарл Жак, који се придружио Лују Картијеу 1909. до краја живота, и Жана Тусен, која је била директорка финог накита од 1933. године.
Пјер Картије је основао филијалу у Њујорку 1909. године, преселивши се 1917. у Пету авенију 653, неоренесансну вилу Мортона Фримана Планта (сина железничког тајкуна Хенрија Б. Планта) коју је дизајнирао архитекта ЦПХ Гилберт.  Картије га је купио од Плантс у замену за 100 долара у готовини и двоструку огрлицу од природног бисера чија је вредност у то време била милион долара.  У то време, Картије је имао филијале у Лондону, Њујорку и Санкт Петербургу и брзо је постао једна од најуспешнијих компанија сатова на свету.  

### Реорганизација
Након Пјерове смрти 1964, Жан-Жак Картије (Жаков син), Клод Картије (Лујев син) и Марион Картије Клодел (Пјерова ћерка) — који су предводили подружнице у Лондону, Њујорку и Паризу — продали су предузећа .
Године 1972, Роберт Хок, уз помоћ групе инвеститора предвођених Јозефом Канујем, купио је Картије Парис .  1974. и 1976. године, група је откупила Картије Лондон и Картије Њујорк, чиме је поново повезала Картије широм света. 
Године 1979. интереси Картијеа су комбиновани, а Картије Монде је ујединио и контролисао Картије Париз, Лондон и Њујорк. У децембру 1979, након случајне смрти председника Роберта Хока, Натали Хок, ћерка Роберта Хока, постала је председница.  

### Недавни развој
Године 1981, Алан Доминик Перин је именован за председника Картије САА и Картије Интернационал.   Следеће године, Мишелин Кану, постала је шеф дизајна накита и лансирала своју прву колекцију.  Године 1984. Перин је основао Фондацију Картије за модерну уметност како би Картије увео у двадесет први век, формирањем удружења са живим уметницима. Године 1986., француско Министарство културе именовало је Перина за шефа комисије за проучавање пословног покровитељства уметности. Две године касније, Картије је стекао већински удео у компанијама Пижет и Баум & Мерсијер . 
Перин је 1991. основао међународни комитет, Међународни комитет високог хорлогерија, да организује свој први салон, одржан 15. априла 1991. године. Ово је постало годишњи састанак у Женеви за професионалце у овој области. Следеће године, друга изложба "Уметност Картијеа" одржана је у Музеју Ермитаж у Санкт Петербургу.
Године 1994. Картије фондација се преселила у Риве Гош и отворила седиште у згради коју је за њу дизајнирао Жан Нувел . Следеће године, велика изложба античке колекције одржана је у Азији. Године 1996. Фондација Лозана Ермитаж у Швајцарској изложила је „Сјај накита“, представљајући сто педесет година производа. 
Године 2012. Картије, преко Рихемонта, био у власништву јужноафричке породице Руперт и Еле Пагелс, 24-годишње унуке Пјера Картијеа.  

## Генерални директори
- Лоран Е. Феноу - (25. март 2013 – данас). [38]
- Руперт Ј. Брукс- (16. децембар 2015 – данас). [39]
- Франсоа МЈР Ле Трокер - (1. септембар 2010. - 28. март 2013.). [40]
- Бернард М. Форнас - (21. јануар 2003. - 16. децембар 2015.). [41]
- Гај Ј. Лемари - (2. септембар 2002 - 28. октобар 2002). [42]
- Григ О. Като - (2. април - данас). [43]
- Денис Е. Паше - (2. април 2002 - 17. јул 2002). [44]
- Давид В. Мериман - (2. април 2002 - 17. јул 2002). [45]
- Ричард П. Лепе - (1. новембар 2000 - 1. април 2002). [46]
- Софи Кагнард - (1. новембар 2000 - 1. април 2002). [47]
- Жерар С. Ђауи - (12. јун 1997. - 1. април 2002.). [48]
- Франсоа Мефре - (11. јун 1993. - 28. септембар 2000.). [49]
- Ричард Н. Торнби - (11. јун 1993. - 7. октобар 1996.). [50]
- Луиђи Бланк - (11. јун 1993. - 1. април 2002.). [51]
- Јозеф В. Алгуд - (22. јун 1992. - 8. април 1993.). [52]
- Арнауд М. Бамбергер - (4. јун 1992. - 16. децембар 2015.). [53]
- Марио Соарес - (22. јун 1991. - 5. март 2002.). [54]
- Џозеф Кануи - (22. јун 1991. - 31. јануар 2000.). [55]
- Вилијам А. Крадок - (22. јун 1991. - 31. октобар 1997.). [56]
- Кристофер ХБ Ханиборн - (22. јун 1991. - 31. октобар 1997.). [57]
- Пјер Хакет - (22. јун 1991. - 8. април 1993.). [58]
- Филип Леополд-Мецгер - (22. јун 1991. - 4. јун 1992.). [59]

### Оцена заштите животне средине
У децембру 2018. године, Светски фонд за природу  је званични извештај о еколошким оценама за 15 највећих произвођача сатова и златара у Швајцарској .   Картије је рангиран као број 2 међу 15 произвођача, добио је просечну еколошку оцену као „горњи везни ред“, што сугерише да произвођач је предузео прве акције које се баве утицајем својих производних активности на животну средину и климатске промене .  Према званичном документу компаније Картије, компанија је посвећена пословању "на еколошки одговоран начин" и "смањујући негативне утицаје на животну средину". 
У индустрији накита и сатова, постоји општа забринутост због недостатка транспарентности у производним активностима и набавци драгоцених сировина као што је злато, што је главни узрок еколошких проблема као што су загађење, деградација земљишта и крчење шума .   Ситуација је посебно озбиљна у земљама у развоју које су највећи произвођачи злата, укључујући Кину, Русију и Јужну Африку .     Процењује се да сектор сатова и накита користи преко 50% светске годишње производње злата (преко 2.000 тона), али у већини случајева часовничарске компаније нису у могућности или не желе да покажу одакле им сировине долазе и да ли је материјал добављачи користе еколошки прихватљиве технологије набавке. 

## Значајни покровитељи и власници

### Познате личности
- 1904 - Алберто Сантос-Думон је затражио сат од Луја Картијеа.
- 1950. - Холивудска глумица Глорија Свонсон појавила се на Булевару Сансет носећи две наруквице са дијамантима и горским кристалом које је купила од Картијеа 1930. године.
- 1955. - Израда мача Жана Коктоа за његов избор у Француску академију, по уметниковом сопственом дизајну. [69]
- 1969 - Роберт Кенморе, председник матичне компаније, купио је 6.9 каратни дијамант у облику крушке који је продао Ричарду Бартону и Елизабет Тејлор. Картијеров дијамант је тако преименован у Тејлор-Бертонов дијамант. [69]

### Краљевске породице
- 1904 - Картије је добио своје прво именовање за званичног добављача краља Едварда 8 од Уједињеног Краљевства . [69]
- 1904 - Картије је добио још једно именовање за добављача шпанског краља Алфонса 13 . [70]

- 1907. – Картије је одржао прву изложбу и продају у Санкт Петербургу, у Гранд хотелу Европа. Убрзо након тога, именован је за званичног добављача руског цара Николаја 2 . [71]
- 1919 - Именован за званичног добављача белгијског краља Алберта И. Картије радња у Мексико Ситију
- 1921 - Именован за званичног добављача принца од Велса, будућег краља Едварда 8, који је, по абдикацији 1936, постао војвода од Виндзора .
- 1924 - Краљица Марија од Румуније носи Картијеову тијару креирану да личи на руски кокошник за њен портрет који је насликао Филип де Ласло .
- 1929. - Именован за званичног добављача египатског краља Фуада 1.
- 1938. – Један од најмањих ручних сатова на свету, Картије, поклонио је принцези Елизабети из Уједињеног Краљевства. [69]
- 1939 - Именован за званичног добављача албанског краља Зога 1.
- 1949. - Војвода и војвоткиња од Виндзора купили су платинасти пантер брош на 15-каратни Кашмирски кабошон сафир у Паризу. [69]
- 1954. - Креирање лорнета за војвоткињу од Виндзора од жутог злата, црног емајла и смарагда који представља тигра.
- 1956. – За брак са принцом Ренијеом, принцеза Грејс је добила бројне поклоне у виду накита од Картијеа, укључујући веренички прстен, комплет од 12-каратног смарагдно брушени дијамант.

## Књиге
- Cartier Panthère. The Panther In Art by Bérénice Geoffroy-Schneiter, Evolution Of The Cartier Panther by Vivienne Becker, Creation Of A Cartier Panther by Joanna Hardy, and The Panther As Cultural Icon by André Leon Talley. New York: Assouline. 2015. стр. 300. ISBN 9781614284284.
- Nadelhoffer, Hans (2007). Cartier. Chronicle Books. ISBN 9780811860994.